# Telesveva
Telesveva è un canale televisivo privato italiano della Puglia fondato da Pietro Marmo nel 1987 con sede ad Andria lungo la Strada Provinciale 33 Andria-Bisceglie al km 0+400.
Nei primi anni Telesveva ha prodotto e trasmesso numerosi programmi televisivi e rubriche di cultura, politica, sport e spettacolo dove hanno avuto i primi esordi televisivi giornalisti poi ascesi a livello nazionale come Francesco Giorgino e Saverio Montingelli per citarne alcuni. Dalla fine degli anni '90, grazie all'allargamento degli studi televisivi, vengono trasmessi più approfondimenti. 
Negli anni '90 è stata affiliata al circuito Cinquestelle e a Odeon TV.

## Storia
Telesveva è l'emittente locale più fortemente radicata nel territorio della Puglia settentrionale. Il suo nome onora una dinastia, quella Normanno Sveva, che ha segnato profondamente la storia della penisola nonché la città in cui ha sede l’emittente che Federico II di Svevia ebbe cara fino a definirla “fidelis” ovvero "fedele".
Seguitissima da tutta la regione per alcuni format di respiro regionale (come le tre prime serate dedicate ai cantanti neomelodici e per la trasmissione domenicale “Svevasport” che porta sugli schermi dei pugliesi le immagini delle squadre che militano nelle categorie che vanno dalla Lega Pro in giù fino a toccare la prima categoria) conta sul meticoloso lavoro di una ampia redazione di giornalisti professionisti per proporsi come punto di riferimento per l’informazione nelle province di Bari, Foggia, Barletta Andria Trani, Brindisi e nei rispettivi capoluoghi. Questo d'altronde era l’obiettivo che si proposero i fratelli Marmo che, dopo l'esperienza maturata con la carta stampata (La Voce di Andria), nel lontano 1985 decisero di fondare una emittente televisiva che facesse dell’informazione giornalistica il principale tema nel palinsesto giornaliero. Infatti, oggi la programmazione quotidiana di Telesveva è in gran parte autoprodotta e per la maggior parte dedicata alle notizie.

## Programmi
I programmi trasmessi sono per lo più programma di informazione, approfondimento e politica delle città nei dintorni di Andria.

### Programmi attualmente in onda
- Caffellatte (Il buongiorno di Telesveva condotto da Francesco Donato con un giornalista della redazione di Telesveva)
- Culturalmente (Approfondimento culturale del territorio condotto da Nunzia Saccotelli)
- Spazio città (Programma sulle tematiche politiche e relative problematiche delle città della Provincia di Barletta-Andria-Trani condotto da Roberto Straniero)
- Verso le elezioni (Serie di interviste ai vari candidati del territorio in occasione delle elezioni. Conduce Roberto Straniero)
- Speciale elezioni (Commento dei risultati in concomitanza con lo spoglio delle schede elettorali. Conduce un giornalista della redazione di Telesveva)
- Pane, Amore e Fidelis (Approfondimento sportivo riguardante esclusivamente la Fidelis Andria. Conduce Aldo Losito con in studio Peppino Ernesto)
- Pur Barlet (Format dedicato alle vicende del Barletta 1922, realizzato in collaborazione con Barletta Sport. Conducono Marco Bruno e Claudio Bruno)
- Chiacchiere da Bari (Format dedicato alle vicende della SSC Bari, realizzato in collaborazione con Radio Selene. Conduce Luca Guerra con in studio Daniele De Vezze)
- Supermariosport (Approfondimento sportivo dedicato alle formazioni pugliesi e lucane dei campionati di Serie C, Serie D ed Eccellenza Puglia. Conduce Mario Borracino)
- Risultati e classifiche (Tutti i gol e le voci delle formazioni pugliesi e lucane impegnate nei campionati di Serie C, Serie D ed Eccellenza Puglia. Conduce un giornalista della redazione sportiva)
- Solo futsal (Format dedicato al calcio a 5 pugliese, in collaborazione con Puglia 5. Conduce Gianluca Valente con Davide Menolascina e Antonio Porro)
- Invito a canestro (Approfondimento dedicato al basket di Puglia e Basilicata. Conduce Vito Troilo)
- Calciomarket, il calciomercato originale (Format dedicato alle notizie di calciomercato delle squadre pugliesi e lucane. Conducono due giornalisti della redazione sportiva)
- Podcast...a chi? (Podcast sulla storia degli ospiti del Centro di Accoglienza Jobel di Trani. Conduce Marco Colonna dal teatro del Centro)
- Da questa parte, prego (Programma dedicato alla storia di persone la cui vita è stata segnata dalla religione. Conduce Don Vito Martinelli)
- Castel dei Talk (In passato Speciale Festival Castel dei Mondi, è l'approfondimento dedicato al Festival Internazionale Castel dei Mondi di Andria condotto da Francesco Donato)
- Telesveva notizie (In passato Tg Sveva, è l'edizione del telegiornale di Telesveva)
- Telesveva sport (In passato Tg Sport, è la pagina sportiva del telegiornale)
- TS meteo (informazioni meteorologiche al termine del telegiornale)

### Programmi del passato
- Chi è di scena
- RadioLive (in diretta su RadioSveva e poi in onda in tv)
- Stadio Aperto
- Bari e Dispari
- EccellenzaDpuglia
- Calcio e pepe
- Sveva sport
- Numeri uno
- La scuola informa

- Profili Ignoti
- Come oggi
- Tante Belle Cose
- Agrinforma Tv
- Porta di mare
- Spazio salute
- Salutando